# Moraíto Chico
Pour les articles homonymes, voir Chico.
Manuel Moreno Junquera (né le 13 septembre 1956 à Jerez de la Frontera dans le quartier de Santiago, mort le 10 aout 2011 à Jerez de la Frontera), dit Moraíto Chico, est un guitariste de flamenco.

## Biographie
Moraíto Chico a réalisé des albums comme guitariste soliste et comme accompagnateur de José Mercé (1996, "Seguiriya"), Diego Carrasco, Agujetas Hijo, Fernando Terremoto, et plusieurs autres cantaores de flamenco. En 1989, il accompagne Fernando Terremoto, puis en 1990, il joue pour Juan Moneo "el Torta". L'année suivante, il est aux côtés de Luis de la Pica, pour "Heroina". En 1999, il joue pour le cantaor de Cadix, Alonso Núñez Núñez "Rancapino". Il a été en effet durant toute sa carrière très recherché comme accompagnateur par de nombreux cantaores, et pas seulement des chanteurs issus de sa terre natale Jerez. Par exemple, entre de nombreux autres : Miguel Poveda, Luis el Zambo, La Macanita (de Jerez, elle), Carmen Linares, etc.. Jerez reste néanmoins le principal marqueur de son style, le fameux toque jerezano (jeu de guitare de Jerez), marqué par la prééminence du rythme sur l'ornement, proche mais distinct du toque gitano (jeu de guitare de style gitan). Il en est souvent considéré comme un des représentants les plus saillants.
Appartenant à une famille d'artistes de flamenco, il était le neveu de Manuel Moreno Jiménez (aussi appelé Manuel Morao), et le fils de Juan Morao lui aussi surnommé Moraíto chico. Son propre fils Diego del Morao est aussi guitariste. Une de ses dernières apparitions en public, s'est produite au Festival de flamenco de Nîmes (France) en janvier 2011. Ayant commencé à jouer vers l'âge de 10 ans avec son oncle, guitariste lui aussi, il amorce véritablement sa carrière dans les années 1980 en jouant dans les tablaos de Jerez, Cadix, Cordoba, Madrid, dont les célèbres Los Canasteros et La Venta del Gato. Attaché à sa ville natale, il accompagne régulièrement les plus grands cantaors (Manolo Caracol, La Paquera de Jerez, Manuel Agujetas, Camarón de la Isla...) à son festival d'automne. Attaché au quartier de Santiago comme à celui de San Miguel à Jerez, c'est de là qu'il parvient à être deux fois primé dans le Concours national de guitare flamenca en 1972 et 1986). Il apparaît dans le documentaire de  Dominique Abel, "Agujetas" sorti en 1998 et accompagne le cantaor jerezano. Il se produit régulièrement à la Biennale de Séville. Il meurt le 10 août de la même année à l'âge de 54 ans emporté par un cancer du poumon. Il est enterré au cimetière municipal de la Merced à Jerez de la Frontera. En 2012, la municipalité de Jerez a décidé d'attribuer son nom à une rue de la ville "Calle Moraíto" dans le quartier de Santiago.

## Discographie

### Comme soliste
Il a enregistré deux albums solos :